# Arthur Koning
Arthur Raoul Andrew (Arthur) Koning  (Amsterdam, 22 september 1944 – Amsterdam, 10 juli 2015) was een stuurman en coach bij het roeien. 
Hij vertegenwoordigde Nederland tweemaal op de Olympische Spelen, maar won alleen als coach bij de OS 1972 in München een bronzen medaille met de twee zonder stuurman (Luynenburg/Stokvis). In 1968 maakte hij zijn olympisch debuut op de Olympische Zomerspelen 1968 in Mexico-Stad als stuurman van de Nereus Acht. De Nederlandse ploeg werd in de tweede serie van de eliminaties vierde in 6.12,23, in de herkansing van de werden ze derde in 6.12,90 en in de kleine finale behaalde ze een achtste plaats in 6.14,18.
Koning was student economie en was later werkzaam bij het opleidingsinstituut voor het bankwezen. In zijn actieve tijd aangesloten bij de Amsterdamse studentenroeivereniging 'Nereus'.

## Palmares

### Roeien (acht met stuurman)
- 1968: 8e OS - 6.14,18

Maarten Kloosterman · 
Piet Bon · 
Eric Niehe · 
Jaap Reesink · 
Gee van Enst · 
Jan Steinhauser · 
Eric Wesdorp · 
Jan van Laarhoven · 
Arthur Koning (stuurman)